# Balkanite
La balkanite est un minéral gris métallique, sulfure métallique de mercure et cuivre, très rare, baptisé d'après le massif du Grand Balkan où se trouve sa localité type : la Mine de Sedmochislenitsi dans l'Oblast de Vratsa en Bulgarie. Il a été décrit en 1973 à partir d'une occurrence venant d'un environnement de minerais de cuivre de haute teneur dans un gisement stratiforme où il est associé à de la bornite, chalcocite, chalcopyrite, djurleite, digénite, tennantite, stromeyerite, mckinstryite, wittichénite, du bismuth, de la rammelsbergite, de l'argent mercurien, du cinabre, de la pyrite, calcite, barytine et de l'aragonite. 

## Structure

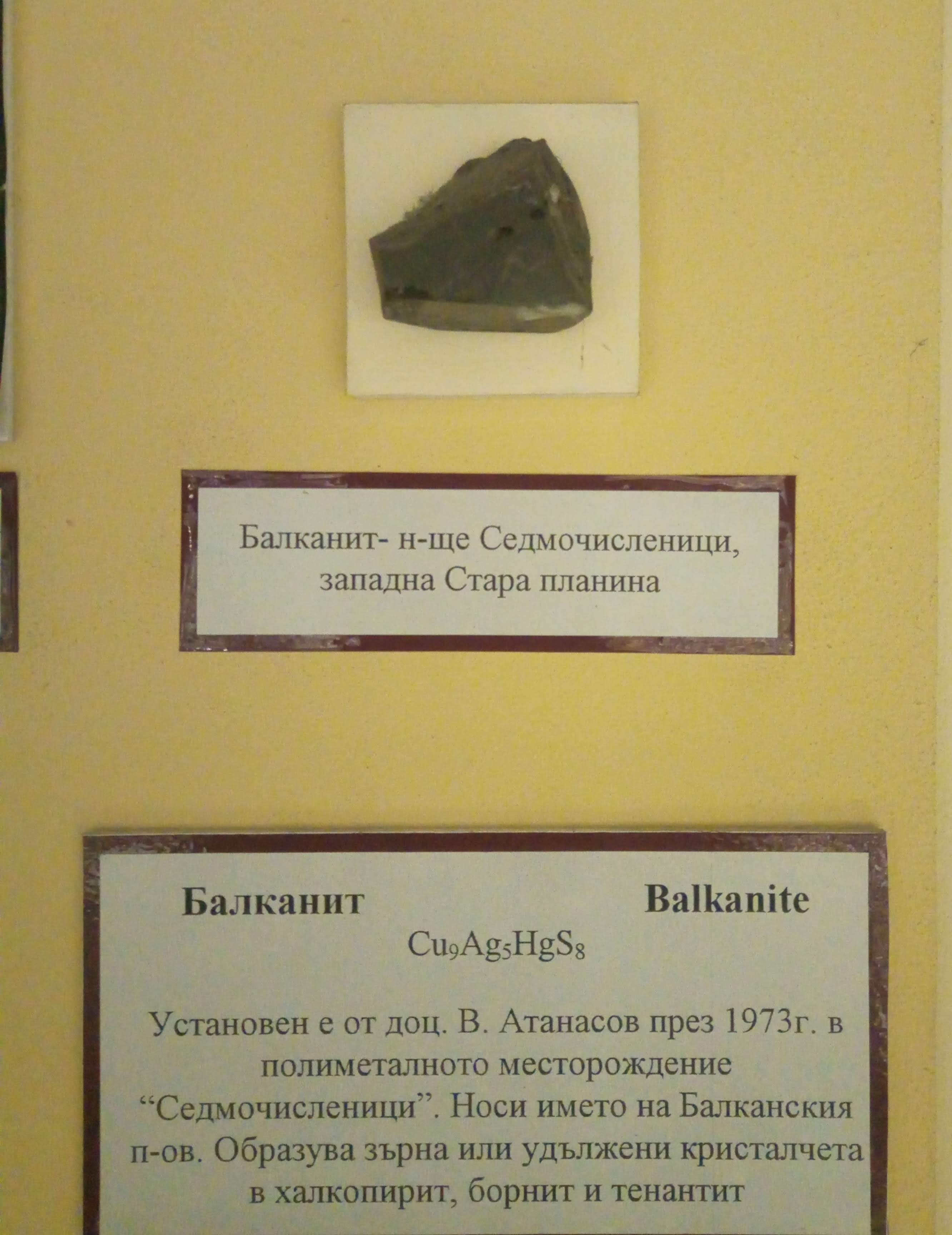
Le matériau type conservé au Musée National d'Histoire Naturelle de Sofia, en Bulgarie

Monoclinique et sous forme de cristaux prismatiques en forme de bâtonnets microscopiques, jusqu'à 0,2 mm, allongés et striés sur [001], et en grains, jusqu'à 3 mm, la balkanite a comme formule chimique générale Ag5Cu9HgS8. Mais sa structure n'est pas stratifiée, et peut être décrite par : 
- une alternance de couches riches en cuivre et en argent,
- comme celle basée sur deux couches atomiques (010) alternées : [Cu4Ag3HgS4]+ et [Cu5Ag2S4]−
- ou (3) une alternance de deux couches polyédriques : [Cu7Ag3S4]2+ et [Cu2Ag2HgS4]2−.

La coordination du mercure est linéaire, celle de l'argent est tétraédrique ou octaédrique déformée et celle du cuivre est linéaire ou triangulaire plane.

## Gisements
La base de données minéralogiques Mindat.org recense 12 gisements répartis dans le monde en 2024, principalement en Europe. 